# Hamao Umezawa
Hamao Umezawa (japanisch 梅澤 濱夫, Umezawa Hamao; * 1. Oktober 1914 in Obama; † 25. Dezember 1986 in Tokio) war ein japanischer Mikrobiologe, der von 1954 bis 1975 als Professor an der Universität Tokio sowie von 1947 bis 1978 als Abteilungsleiter am Nationalen Gesundheitsinstitut Japans wirkte. Er beschäftigte sich insbesondere mit der Suche nach bioaktiven mikrobiellen Substanzen für therapeutische Anwendungen und entdeckte unter anderem die Antibiotika Kanamycin und Josamycin sowie das Krebsmedikament Bleomycin. In Anerkennung seiner wissenschaftlichen Leistungen wurde er unter anderem 1978 in die American Academy of Arts and Sciences aufgenommen sowie 1980 mit dem Paul-Ehrlich-und-Ludwig-Darmstaedter-Preis und 1981 mit dem Léopold Griffuel-Preis ausgezeichnet.

## Leben
Hamao Umezawa wurde 1914 in Obama als Sohn eines Arztes geboren und absolvierte von 1933 bis 1937 ein Studium der Medizin an der Universität Tokio. Er wurde 1938 zum Wehrdienst eingezogen und diente während des Zweiten Weltkrieges in einem Militärkrankenhaus in der Präfektur Chiba. Aufgrund seines Einsatzes bei der Bekämpfung einer Paratyphus-Epidemie bei Soldaten in der Präfektur Niigata durfte er im April 1943 die Armee verlassen und an die Tokioter Universität zurückkehren, an der er 1945 auch promovierte. In der Folgezeit wirkte er an der Universität von 1954 bis 1975 als Professor am Institut für Infektionskrankheiten, am Institut für Angewandte Mikrobiologie und in der Abteilung für Tumorbiologie. Darüber hinaus leitete er von 1947 bis 1978 die Abteilung für Antibiotika am Nationalen Gesundheitsinstitut Japans.
Hamao Umezawa war ab 1945 verheiratet und Vater von zwei Söhnen. Im August 1983 erlitt er einen Schlaganfall, von dem er sich nahezu vollständig erholte. Drei Jahre später im Juli 1986 erkrankte er an Lungenentzündung, an deren Folgen er im Dezember des gleichen Jahres in einem Krankenhaus in Tokio verstarb.

## Wissenschaftliches Wirken
Schwerpunkt der Forschung von Hamao Umezawa war die Identifizierung und Isolierung von bioaktiven mikrobiellen Substanzen sowie die Aufklärung von deren Struktur und Biosynthese, mit dem Ziel der Entwicklung neuer Antibiotika, Zytostatika und Enzyminhibitoren. Darüber hinaus beschäftigte er sich mit der Untersuchung der Mechanismen der bakteriellen Resistenz gegen Aminoglykosid-Antibiotika. Er veröffentlichte rund 1200 wissenschaftliche Publikationen und beschrieb rund 100 neue antibiotisch wirksame Substanzen, etwa 70 neue Verbindungen mit zytostatischer Wirkung und rund 50 neue Enzyminhibitoren. Zu den bekanntesten und erfolgreichsten der von ihm entdeckten Wirkstoffe zählen die Antibiotika Kanamycin und Josamycin sowie das Zytostatikum Bleomycin. Darüber hinaus war er Miterstbeschreiber der Streptomyces-Arten S. abikoensis, S. achromogenes, S. filamentosus, S. griseoluteus, S. kanamyceticus, S. mauvecolor, S. omiyaensis, S. pluricolorescens und S. pseudogriseolus.

## Auszeichnungen
Hamao Umezawa wurde für seine wissenschaftlichen Leistungen unter anderem 1969 in die Japanische Akademie der Wissenschaften, 1973 in die Deutsche Akademie der Naturforscher Leopoldina, 1978 in die American Academy of Arts and Sciences und in die Königlich Schwedische Akademie der Wissenschaften, 1983 in die Päpstliche Akademie der Wissenschaften sowie 1985 in die Sächsische Akademie der Wissenschaften aufgenommen. Ab 1960 war er außerdem Kommandeur des französischen Ordens für Verdienste um das Gesundheitswesen und ab 1971 Ritter der Ehrenlegion.
Darüber hinaus erhielt er 1980 in Deutschland den Paul-Ehrlich-und-Ludwig-Darmstaedter-Preis, ein Jahr später in Frankreich den Léopold Griffuel-Preis und 1982 die Leeuwenhoek-Medaille der Royal Society. Die Universität Santiago de Compostela (1977), das Karolinska-Institut (1978), die Universität Oxford (1981) und die Universität Paris-Süd (1984) ernannten ihn zum Ehrendoktor. In seinem Heimatland wurden ihm neben verschiedenen nationalen Wissenschaftspreisen unter anderem 1958 der Asahi-Preis, 1962 der Kulturorden und 1986 der Orden des Heiligen Schatzes in der ersten Verdienstklasse (Kun-it-tō zuihōshō) verliehen.

## Erinnerung
Im Tokioter Bezirk Setagaya besteht seit 1988 das Hamao Umezawa Memorial Museum, das dem Leben und Wirken von Hamao Umezawa gewidmet ist. Die International Society of Chemotherapy verleiht zum Gedenken an ihn seit 1986 den Hamao Umezawa Memorial Award als ihre höchste wissenschaftliche Auszeichnung. Nach ihm benannt sind außerdem die im Jahr 2007 vorgeschlagene Bakteriengattung Umezawaea und deren Typusart Umezawaea tangerina.

## Schriften (Auswahl)
- Enzyme Inhibitors of Microbial Origin. Baltimore 1972
- Bioactive Peptides produced by Microorganisms. Tokio und New York 1978
- New Drugs in Cancer Chemotherapy. Reihe: Recent Results in Cancer Research. Band 76. Berlin und Heidelberg 1981
- Aminoglycoside Antibiotics. Reihe: Handbook of Experimental Pharmacology. Band 62. Berlin und New York 1982
- Frontiers of Antibiotic Research. Tokio und Orlando 1987